# ナトゥーリ・ノートン
ナトゥーリ・ノートン（Naturi Naughton, 1984年5月20日 - ）は、アメリカ合衆国出身の女優である。

## 出演作品

### テレビ
- クライアント・リスト（ケンドラ）
- MAD MEN
- POWER/パワー Power (2014-20)
- ［クイーンオブザサウス］サーシャ役

### 映画
- ノトーリアスB.I.G.
- Fame フェーム